# Wernerwerk-Hochhaus
Das Wernerwerk-Hochhaus (auch: Siemens-Wernerwerk-Hochhaus, Wernerwerk-Hochbau, Wernerwerk X oder Gebäudegruppe 10) ist ein Bürohochhaus der Siemens-Schuckertwerke GmbH im Berliner Ortsteil Siemensstadt, Siemensdamm 50–54. Es wurde nach Plänen des Architekten Hans Hertlein und des Bauingenieurs Gerhard Mensch zwischen 1928 und 1930 gebaut. Der gleiche Architekt lieferte auch die Entwürfe für die zweiflügelige Erweiterung, die 1937 fertiggestellt war. Der Baukomplex steht unter Denkmalschutz.

## Name
Die in- und ausländischen Siemens-Werke wurden ab 1905, nach dem Vornamen Werner von Siemens’, „Wernerwerke“ genannt, und ab 1928 mit römischen Ziffern durchnummeriert. Das Werk am Tor zur Siemensstadt erhielt die Bezeichnung Wernerwerk XV und wurde namengebend für den 1929 eröffneten S-Bahnhof Wernerwerk; das Hochhaus steht auf dem Gelände des nahen Wernerwerks X.

## Geschichte
Das Gebäude wurde Mitte der 1920er Jahre in Stahlskelett-Bauweise errichtet. Es diente der Verwaltung des eigentlichen Wernerwerkes und beinhaltete eine Werksbibliothek sowie ein Casino. In unmittelbarer Nähe wurde 1929 die Siemensbahn mit dem S-Bahnhof Wernerwerk eröffnet.
Zum Ende des Zweiten Weltkriegs erlitt der Bürokomplex zahlreiche Schäden, die bis 1972 beseitigt wurden.
Durch seine exponierte Lage gilt das Wernerwerk-Hochhaus städtebaulich als östliches Tor zur Siemensstadt. Alle Fenster des Gebäudes wurden in der Entstehungszeit nachts beleuchtet; in Anspielung an den Film Metropolis sprachen die Menschen von Siemensstadt als „Elektropolis“.

## Architektur
Architektonisch gilt das Wernerwerk-Hochhaus mit seinen Flügelbauten als typisches Beispiel für Fabrikbauten bis zur Mitte des 20. Jahrhunderts. Es ist im Stil der Neuen Sachlichkeit gehalten. Die verklinkerte Fassade des unmittelbar mit den Flügelbauten verbundenen Hochhauses wird durch treppenartig angeordnete Fensterreihen mit Formsteinrahmen gegliedert. Die einzelnen Trakte des Gebäudes haben bis zu zwölf Etagen. Der oberste Teil des zentralen Treppenhausturms wird rundherum durch je vier senkrechte Fensterschlitzreihen gegliedert.
In Richtung Norden trägt die Fassade des zentralen Treppenhausturms zum Siemensdamm hin eine schlichte Turmuhr, die asymmetrisch eingesetzt ist.